# Rajkoviće
Rajkoviće (en serbe cyrillique : Рајковиће) est un village de Serbie situé sur le territoire de la Ville de Novi Pazar, district de Raška. Au recensement de 2011, il comptait 19 habitants.

## Démographie
| 1948 | 1953 | 1961 | 1971 | 1981 | 1991 | 2002 | 2011 |
| ---- | ---- | ---- | ---- | ---- | ---- | ---- | ---- |
| 182  | 194  | 173  | 104  | 68   | 38   | 29   | 19   |

|  |